# Supercopa de Chile 2020
La Supercopa de Chile 2020, nota anche come Súper Copa Easy 2020 per motivi di sponsorizzazione è stata l'8ª edizione della Supercopa de Chile.
Si è tenuta in gara unica all'Estadio Nacional Julio Martínez Prádanos il 21 marzo 2021 e ha visto contrapposti i campioni cileni del 2019 dell'Universidad Católica contro i vincitori della Copa Chile 2019 del Colo-Colo.
La partita, prevista per l'anno solare 2020, è stata rinviata al 2021 a causa delle proteste in Cile del 2019-2020, che hanno ritardato la conclusione della Copa Chile 2019 a gennaio 2020, e successivamente la pandemia di COVID-19. L'Universidad Católica, con una vittoria per 4-2 al termine dei 90 minuti regolamentari, bissa il successo dell'anno precedente, conquistando per la terza volta il titolo.

## Tabellino
| Arbitro: | Roberto Tobar |

|                                       |           |                       |
| Zampedri 63’ Tapia 67’, 90’ Núñez 74’ | Marcatori | 45+2’ Morales 52’ Gil |